# Natura 2000-område nr. 145 Ejby Ådal og omliggende kystskrænter
Natura 2000-område nr. 145 Ejby Ådal og omliggende kystskrænter  er et Natura 2000-område der består af habitatområde H128 og  har et areal på 36 hektar  hvoraf 3 % udgøres af hav. Området rummer en mosaik af tørre, kystnære overdrevsområder blandet med kær-, eng- og vældområder. Området under ét huser en lang række sjældne og ualmindelige plantearter. GEUS har udpeget området til en geologisk naturperle.

## Områdebeskrivelse
Kalkoverdrev udgør hovedparten af de tørre arealer i området. Naturtypen dominerer således kystskrænterne med de karakteristiske ”fårestier”, skrænterne i selve ådalen samt de små, grusede knolde i bunden af ådalen. Hist og her optræder den ualmindelige variant af kalkoverdrevet kaldet ”tørt kalksandoverdrev”. Begge disse overdrevstyper rummer en usædvanlig artsrig flora med
blandt andre de ualmindelige arter skovkløver, knopnellike, nikkende kobjælde, tyndakset gøgeurt, mat potentil og grenet edderkopurt. Sidstnævnte er fredet og rødlistet i kategorien ”næsten truet”.
På overdrevene lever også markfirben, der er beskyttet som en såkaldt bilag IV-art.
Hist og her i ådalen findes naturtypen rigkær og ved foden af skrænterne ses enkelte steder fine kildevæld. Et par steder i disse naturtyper er fundet skæv vindelsnegl – en del af områdets udpegningsgrundlag.
Natura 2000-området ligger i Lejre Kommune  i Vandområdedistrikt II Sjælland  i vandplanopland 2.2 Isefjord og Roskilde Fjord.

## Fredninger
Et område i Ejby Ådal på 22 ha blev fredet af botaniske årsager i 1952. I 1996 revideredes fredningsbestemmelserne, og fredningen udvidedes til også at omfatte kystskrænterne under Ejby mod syd og Kyndeløse mod nord, i alt 35 ha.

## Eksterne kilder og henvisninger
1. ↑  En lille perle ved Isefjord Arkiveret 14. december 2019 hos  Wayback Machine folder fra geus.dk
2. ↑  Geologiske naturperler på geus.dk
3. ↑  "Basisanalysen for området" (PDF). Arkiveret fra originalen (PDF) 14. december 2019. Hentet 14. december 2019.
4. ↑  "Vandplan 2.2 Isefjord og Roskilde Fjord" (PDF). Arkiveret fra originalen (PDF) 12. august 2018. Hentet 14. december 2019.
5. ↑  Om fredningen  på fredninger.dk

- Kort over området på miljoegis.mim.dk
- Naturplanen Arkiveret 14. december 2019 hos  Wayback Machine